# Natuna-Langur
Der Natuna-Langur (Presbytis natunae) ist eine Primatenart aus der Gruppe der Schlankaffen (Presbytini).
Natuna-Languren sind wie alle Mützenlanguren relativ kleine, schlanke Primaten mit langen Hinterbeinen und langem Schwanz. Ihr Fell ist an der Rückseite graubraun gefärbt, der Bauch ist heller. Das Gesicht ist dunkel gefärbt, auffällig sind die hellen Augenringe und die helle Schnauzenregion, an der Oberseite des Kopfes ist ein Haarschopf vorhanden.

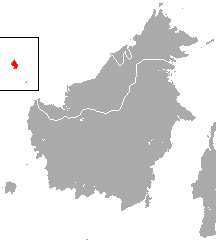
Verbreitungsgebiet des Natuna-Languren

Natuna-Languren leben ausschließlich auf den zwischen Borneo und der Malaiischen Halbinsel gelegenen, zu Indonesien (Provinz Kepulauan Riau) gehörenden Natuna-Inseln. Ihr Lebensraum sind Wälder, wobei sie fast ausschließlich in Primärwäldern leben.
Über ihre Lebensweise ist wenig bekannt, vermutlich stimmt sie mit der der übrigen Mützenlanguren überein. Sie leben in kleinen Gruppen von zwei bis sechs Tieren, meist ein Männchen, ein oder mehrere Weibchen und die dazugehörigen Jungtiere. Sie sind Baumbewohner, die sehr geschickt klettern können und wie alle Altweltaffen tagaktiv. Ihre Nahrung dürfte aus Pflanzen bestehen, vorwiegend junge Blätter, Samen und Früchte.
Systematisch gilt die Art erst seit 2001 als eigenständige Art, früher wurde sie dem Binden- oder dem Weißschenkligen Langur zugeordnet.
Natuna-Languren zählen zu den bedrohtesten Primatenarten. Die Gründe dafür liegen zum einen in der geringen Größe ihres Verbreitungsgebietes (rund 1600 km²), Hauptursache ist jedoch, dass seit den 1980er-Jahren die Wälder ihrer Heimatinsel größtenteils gerodet wurden. Hinzu kommt, dass die Bewohner der Natuna-Inseln diese Primaten gerne als Haustiere halten. Eine Untersuchung von Martjan Lammertink et al. aus dem Jahr 2003 schätzt die Gesamtpopulation auf weniger als 10.000 Tiere und fordert die Errichtung zweier Schutzgebiete, um den Fortbestand der Art zu sichern.

## Weblink
- Presbytis natunae in der Roten Liste gefährdeter Arten der IUCN 2013.2. Eingestellt von: Nijman, V. & Lammertink, M., 2008. Abgerufen am 22. Januar 2014.